# Hội Từ thiện Trẻ em Sài Gòn

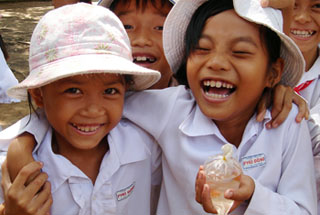
Các em nhỏ nhận được học bổng từ Saigon Children's Charity

Saigon Children's Charity (gọi tắt: saigonchildren), là một tổ chức phi lợi nhuận đặt tại Thành phố Hồ Chí Minh nhằm hỗ trợ trẻ em Việt Nam có hoàn cảnh khó khăn được tiếp cận giáo dục và có sự khởi đầu tốt hơn trong cuộc sống. Tổ chức này được thành lập năm 1992 và đã đăng ký với Hội đồng Từ thiện Anh Quốc. Saigonchildren còn được cấp phép hoạt động ở Việt Nam và Hoa Kỳ dưới hình thức tổ chức phi lợi nhuận.

## Các chương trình

### Xây dựng trường học và môi trường học đường
Tính đến năm 2022, saigonchildren đã xây 222 nhà trẻ/trường tiểu học thông qua việc hợp tác giữa bên quyên góp và các đại diện của Bộ Giáo dục và Đào tạo tại địa phương.

### Học bổng
Tính đến năm 2022, có 43.406 trẻ em ở các bậc học phổ thông và đại học đã nhận được học bổng bao gồm học phí, gạo, sách giáo khoa, đồng phục, và hỗ trợ bổ sung (về y tế, kính mắt và xe đạp) nhằm giúp các em có thể chuyên tâm học hành.

### Trường dạy tiếng Anh và dạy nghề Thăng Long
Trường dạy nghề ở Thành phố Hồ Chí Minh này cho mở các lớp học miễn phí về tiếng Anh, công nghệ thông tin (IT), kỹ năng sống và hỗ trợ học bổng cho các khóa học nghề và dịch vụ nhà hàng - khách sạn. 

### Giáo dục đặc biệt
Saigonchildren cung cấp các hỗ trợ cần thiết cho trẻ em có nhu cầu đặc biệt tiếp cận với giáo dục đặc biệt, bao gồm tổ chức lớp Can thiệp sớm miễn phí dành cho trẻ tự kỷ, cung cấp khóa huấn luyện cho phụ huynh và nhà thực hành tại địa phương nhằm nâng cao năng lực của các nhà chuyên môn làm việc với trẻ tự kỷ.